# Charaxes alticola
Charaxes alticola är en fjärilsart som beskrevs av Karl Grünberg 1912. Charaxes alticola ingår i släktet Charaxes och familjen praktfjärilar. Inga underarter finns listade i Catalogue of Life.